# Alfresa Holding

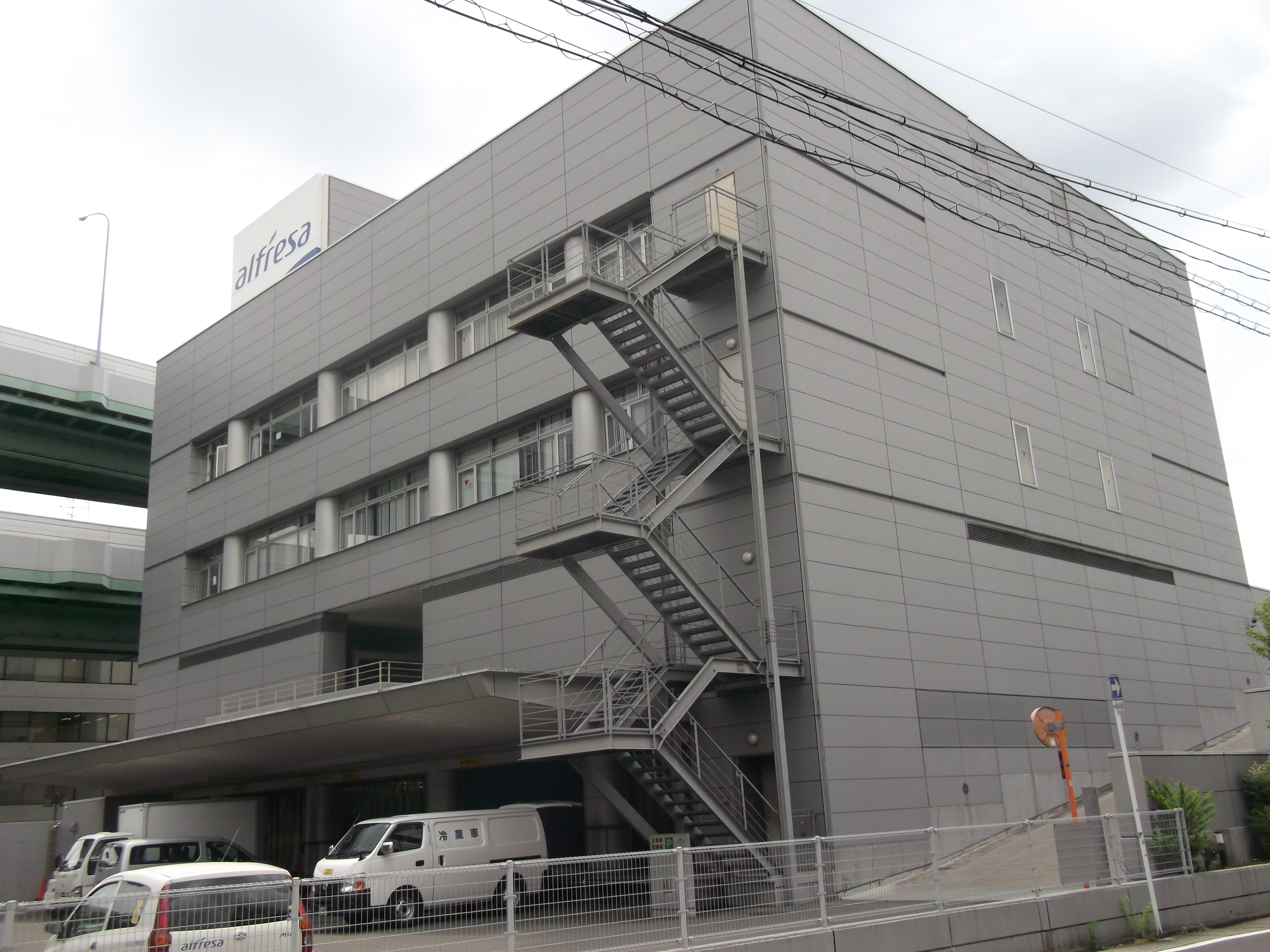
Produktionsstandort der Alfresa Holding in Nagoya, Aichi

Die Alfresa Holdings Corporation (englisch für Alfresa Holdings kabushiki-gaisha, jp. アルフレッサ ホールディングス株式会社 arufuressa hōrudingusu kabushiki-gaisha) ist ein 2003 gegründetes japanisches Pharmaunternehmen mit Sitz in Tokio. Es beschäftigt 14.304 Mitarbeiter (Stand 2023). Das Unternehmen gehört weltweit zu den 20 führenden pharmazeutischen Großhandels- und Vertriebsorganisationen. Die Marktkapitalisierung liegt 2023 bei 2,43 Milliarden. 2022 lag die Einnahmen 2,696 Milliarden Yen, der Bruttogewinn bei 192,086 Millionen Yen und der Reingewinn bei 25,787 Millionen Yen. In den Fortune 500 war es im Jahre 2022 auf Platz 494.

## Namensbedeutung
Der Name „Alfresa“ kombiniert das englische Wort „all“ mit dem Esperanto-Wort „fresa“, das „frisch“ bedeutet.

## Geschäftsfelder
Das Unternehmen ist im Großhandel mit ethischen Pharmazeutika, im Großhandel mit Selbstmedikationsprodukten, in der Herstellung und im medizinbezogenen Geschäft tätig. Es vertreibt hauptsächlich diagnostische Reagenzien und medizinische Geräte/Ausrüstungen, Gesundheitsnahrung, Nahrungsergänzungsmittel und andere Produkte an Drogerien und Apotheken. Das Unternehmen produziert und vertreibt hochwertige pharmazeutische Wirkstoffe, Arzneimittel, diagnostische Reagenzien und medizinische Geräte.

## Geschichte
AZWELL Inc. (Präfektur Osaka) und Fukujin Co., Ltd. (Tokio) gründeten die Alfresa Holdings Corporation 2003 durch Aktienübertragung. Im Jahr 2005 übernahm die Alfresa Corporation einen Teil des Geschäfts von Matsuda Medical Co, Ltd. (Präfektur Kochi). 2007 gründete das Unternehmen gemeinsam mit Hitachi, Ltd. die Alfresa System Corporation, die sich mit dem Betrieb, der Wartung und der Entwicklung von Informationssystemen für die Alfresa-Gruppe befasst.